# KVC Westerlo
KVC Westerlo – belgijski klub piłkarski, grający w Eerste klasse A, mający siedzibę w mieście Westerlo.

## Historia
W mieście Westerlo pierwszy klub piłkarski został założony w 1917 roku przez tamtejszych studentów i nazwany Sportkring De Bist Westerlo. Jednak po 5 latach egzystencji został rozwiązany. W 1931 założony nowy Bist Sport, który 2 lata później zmienił nazwę na Sportkring Westerlo. W tym samym czasie kilku graczy odeszło z klubu i stworzyło Westerlo Sport, który był protoplastą obecnego KVC Westerlo. 1 października 1935 roku nowy zespół został zarejestrowany w Belgijskim Związku Piłki Nożnej. W 1939 roku po raz pierwszy Westerlo wygrało swoje rozgrywki ligowe. W 5 sierpnia 1942 Sportkring Westerlo oraz Westerlo Sport połączyły się i w ten sposób powstał nowy klub o nazwie VC Westerlo.
W 1960 roku Westerlo zostało mistrzem antwerpskiej drugiej ligi. 8 lat później awansowało do pierwszej ligi okręgu Antwerpii, a w 1969 roku do trzeciej ligi Belgii. W kolejnym sezonie klub zajął jednak drugie miejsce za KAS Eupen. Rok później Westerlo spadło jednak z powrotem do ligi Antwerpii, a w sezonie 1982/1983 do jej drugiej ligi. Następnie Westerlo w kolejne 3 lata, 3 razy awansowało o klasę wyżej i z powrotem było w trzeciej lidze. W 1993 roku klub awansował do drugiej ligi. a w 1997 do pierwszej. W 1996 do nazwy klubu dodano człon Koninklijk (po holendersku "Królewski").

## Sukcesy
- Tweede klasse:
  - wicemistrzostwo (1): 1997
- Puchar Belgii:
  - zwycięstwo (1): 2001
  - finał (1): 2011
- Superpuchar Belgii:
  - finał (1): 2001

## Europejskie puchary
Legenda do wszystkich tabel:
- Q – runda eliminacyjna, 1/16, 1/8, 1/4, 1/2 – odpowiednia faza rozgrywek, Grupa – runda grupowa, 1r gr – pierwsza runda grupowa, 2r gr – druga runda grupowa, F – finał, R – runda, PO – play-off
- k. – rzuty karne, los. – losowanie, Dogr. – dogrywka, w. – zasada bramek strzelonych na wyjeździe

| Sezon   | Rozgrywki        | Runda | Przeciwnik          | Dom | Wyjazd | Ogólnie |
| ------- | ---------------- | ----- | ------------------- | --- | ------ | ------- |
| 2000    | Puchar Intertoto | 1R    | Primorje Ajdovščina | 0–6 | 0–5    | 0–11    |
| 2001/02 | Puchar UEFA      | 1R    | Hertha BSC          | 0–2 | 0–1    | 0–3     |
| 2004    | Puchar Intertoto | 2R    | Tescoma Zlín        | 0–0 | 0–3    | 0–3     |
| 2011/12 | Liga Europy      | 1Q    | TPS Turku           | 0–0 | 1–0    | 1–0     |
| 2011/12 | Liga Europy      | 2Q    | BSC Young Boys      | 0–2 | 1–3    | 1–5     |

## Stadion
Domowe mecze zespół rozgrywa na stadionie o nazwie Het Kuipje co oznacza "Małą Wannę". Nazwa wzięła się między innymi od stadionu Feyenoordu Rotterdam, De Kuip ("Wanna"). Pojemność obiektu to 7 867 miejsca, w tym 5 556 siedzących.

## Aktualny skład
Stan na 17 września 2019
| Nr | Poz. | Piłkarz                                  |
| -- | ---- | ---------------------------------------- |
| 1  | BR   | Kristof Van Hout                         |
| 2  | OB   | Maxime Biset                             |
| 3  | OB   | Gilles Dewaele                           |
| 5  | PO   | Fabien Antunes                           |
| 6  | OB   | Kel Aidou Ofori Appiah                   |
| 7  | PO   | Lukas Van Eenoo                          |
| 8  | PO   | Guillaume De Schryver                    |
| 9  | NA   | Sava Petrov                              |
| 10 | NA   | Ambroise Gboho                           |
| 11 | NA   | Recep Gül (wypożyczony z Galatasaray SK) |
| 12 | OB   | Christoffer Remmer                       |
| 14 | NA   | Stephen Buyl                             |
| 16 | NA   | Kyan Vaesen                              |

| Nr | Poz. | Piłkarz                                  |
| -- | ---- | ---------------------------------------- |
| 17 | PO   | Yannick Mols                             |
| 18 | OB   | Bryan Van Den Bogaert                    |
| 19 | PO   | Abdul Kader Keïta                        |
| 20 | OB   | Noël Soumah                              |
| 22 | PO   | Christian Brüls                          |
| 23 | OB   | Souleymane Kone                          |
| 25 | NA   | Igor Vetokele                            |
| 26 | BR   | Pieter Caubergh                          |
| 30 | BR   | Koen Van Langendonck                     |
| 32 | OB   | Christophe Janssens                      |
| 34 | NA   | Kurt Abrahams                            |
| 35 | BR   | Berke Özer (wypożyczony z Fenerbahçe SK) |
|    | NA   | Emmanuel Emenike                         |